# Zastarze (jezioro)
Zastarze („Czajka”) – jezioro w starorzeczu Wisły w Dolinie Środkowej Wisły, w województwie mazowieckim o powierzchni ok. 1 ha, położone w północno-zachodniej części wsi Dziecinów. Stosunkowo intensywnie zarasta, co niekorzystnie wpływa na walory krajobrazowe obszaru. Na wschód od niego, po drugiej stronie pobliskiej drogi gruntowej, położone jest Jezioro Stare.